# Aeropuerto de God's Lake Narrows

El Aeropuerto de Gods Lake Narrows (del inglés: Gods Lake Narrows Airport) (IATA: YGO, OACI: CYGO) está ubicado adyacente a Gods Lake Narrows, Manitoba, Canadá.

## Aerolíneas y destinos
- Perimeter Airlines
  - Winnipeg / Aeropuerto Internacional de Winnipeg-Armstrong
  - God's River / Aeropuerto de God's River
  - Oxford House / Aeropuerto de Oxford House
  - Thompson / Aeropuerto de Thompson